# Pirque
Pirque – miasto w Chile, w regionie Region Metropolitalny Santiago, w prowincji Talagante.